# Let's Build a World Together
Albums de George Jones & Tammy Wynette
We Love to Sing About Jesus
(1972) Nothing Ever Hurt Me (Half as Bad as Losing You)
(1973)
Let's Build a World Together est un album par les artistes américains de musique country George Jones et Tammy Wynette. Cet album est sorti en 1973 sur le label Epic Records.

## Liste des pistes
| No  | Titre                                   | Auteur                                         | Durée |
| --- | --------------------------------------- | ---------------------------------------------- | ----- |
| 1.  | Let's Build a World Together            | George Richey, Billy Sherrill, Norris Wilson   | 2:52  |
| 2.  | The World Needs a Melody                | Larry Henley, Red Lane, Johnny Slate           | 3:21  |
| 3.  | When I Stop Dreaming                    | Charlie Louvin, Ira Louvin                     | 3:15  |
| 4.  | After the Fire Is Gone                  | L. E. White                                    | 2:24  |
| 5.  | My Elusive Dreams                       | Curly Putman, Billy Sherrill                   | 3:33  |
| 6.  | Your Shining Face                       | J. Allen, Buddy Killen                         | 2:47  |
| 7.  | Touching Shoulders                      | George Jones, Tammy Wynette                    | 2:21  |
| 8.  | Love Is All We Need                     | Duke Goff, Mark Sherrill                       | 2:05  |
| 9.  | Help the People                         | George Jones, Earl Montgomery                  | 2:08  |
| 10. | Our Way of Life                         | Earl Montgomery, Carl Montgomery               | 2:23  |
| 11. | This Growing Old Together Love We Share | Jenny Strickland, Carmol Taylor, Norris Wilson | 2:24  |

## Positions dans les charts
Album – Billboard (Amérique du Nord)
| Année | Chart          | Position |
| ----- | -------------- | -------- |
| 1973  | Albums country | 12       |